# Natalia Pulido
Natalia Pulido (Las Palmas de Gran Canaria, 17 dicembre 1969) è un'ex nuotatrice spagnola.
Specializzata nello stile libero, ha partecipato ai Giochi di Barcellona 1992, gareggiando nei 100m sl e nei 200m sl.
Ai Giochi del Mediterraneo ha vinto 2 argenti ed 1 bronzo nelle edizioni 1991 e 1993.
È la figlia dell'anch'essa nuotatrice olimpica Rita Pulido.